# 短药蒲桃
短药蒲桃（学名：Syzygium brachyantherum）是桃金娘科蒲桃属的植物，为中国的特有植物。分布在中国大陆的广东、广西及云南等地，生长于海拔360米至1,950米的地区，多生于中海拔或山谷密林中，目前尚未由人工引种栽培。